# Dancin' Til Dawn
«Dancin' Til Dawn» es un sencillo del artista estadounidense Lenny Kravitz. La canción forma parte del álbum It Is Time for a Love Revolution, lanzado en 2008.
El vídeo de la canción fue grabado en París, Francia, y lanzado a finales de octubre. El fotógrafo y director, Jean-Baptiste Mondino, estuvo a cargo en la dirección. En él, Kravitz aparece cantando la canción en un pequeño bar; también se muestra otra escena donde camina libremente por la calle.

## Letra
La letra de canción habla sobre la «conexión humana a través del baile». También se menciona a Frank Zappa y Barry White, artistas que marcaron una «era dorada de la música, sugiriendo que el baile y la música son atemporales y universales».

## Posicionamiento
| Lista                     | Posición |
| ------------------------- | -------- |
| Países Bajos. Mega Top 50 | 43       |